# Markovits Rodion

A Szibériai Újság szerkesztői

Markovits Rodion, Markovits Jakab (Kisgérce, 1884. július 15. – Temesvár, 1948. augusztus 27.) magyar író, újságíró.

## Életútja
Apja Markovits József, anyja Steiner Éva volt. Az avasi faluból Szatmárnémetibe került iskolába. Miután a katolikus líceumból eltanácsolták, felvételt nyert a Református Kollégiumba, ott érettségizett. Ezt követően Marosvásárhelyen és Budapesten jogot tanult. 1910. január 19-én Budapesten, az V. kerületben házasságot kötött Pfeifer Erzsébettel, Pfeifer Károly és Schvarz Fanni lányával. Az első világháborúban orosz hadifogságba került. Belépett a Vörös Hadseregbe, és harcolt az orosz polgárháborúban. A későbbi világhírű íróval, Jaroslav Hašekkal együtt az I. Nemzetközi Brigád tagjaként rajta volt az úgynevezett „aranyvonaton”, ami a cári kincseket szállította el bolsevik utasításra. A két utas nem ismerte egymást, de mindkettő megírta világháborús nagyregényét: Hašek a Švejket, Markovits a Szibériai garnizont (1928). A regény – Hatvany Lajosnak köszönhetően is – világsikert aratott.
Kolozsváron 1929-től egy évig a Keleti Újság munkatársa volt. Itteni hirdetményére több száz volt hadifogoly jelentkezett, akik megosztották vele orosz láger-élményeiket. Ezeket is felhasználva született meg a Szibériai garnizon, és a könyvet ezért nevezte „kollektív riportregénynek”.

„Mert nem regény; nincsen novellisztikus magva, önmagába visszatérő kerek története, nincs megkomponálva, nincs összefogva. Mint ahogy nem volt megkomponálva, összefogva az a millió meg millió sors, mely 1914 nyarán elindult a legszörnyűbb szörnyűségek felé, úgy ahogy az Markovits Rodion könyvében meg van írva, sőt mondhatnók: vállalva...”

– Fenyő Miksa, Nyugat, 1928.

Jelentős műve még: az Aranyvonat, (1929),  a Sánta farsang, (1933); s még novellái. A háborús regény születésének érdekes történetét Kellér Andor írta meg: Tökász (Budapest, 1958) címmel.

## Érdekesség
A Rodion nevet Dosztojevszkij Bűn és bűnhődés című regénye főhősének neve nyomán vette föl. Valójában az anyakönyvezett utóneve Jakab.

## Művei
- Ismét találkozom Balthazárral (novellák, Szatmár, 1925)
- Szibériai garnizon (kollektív riportregény, Kolozsvár, 1927; újabb kiadás 1965, Méliusz József bevezetőjével; Kolozsvár, 1981, Kovács Nemere előszavával; Kriterion Könyvkiadó, 2005, Szekernyés János előszavával)
- Aranyvonat (Bp., 1929; Kriterion, Kolozsvár, 2011, Filep Tamás Gusztáv előszavával; Kráter Műhely Egyesület 2012)
- Sánta farsang (Bp., 1933; bukaresti kiadás 1967, kiegészítve elbeszélésekkel)
- Reb Áncsli és más avasi zsidókról szóló széphistóriák (Temesvár, 1939, Kv. 1941, újraközölve Sánta farsang 1967. 241-297)
- Reb Áncsli és más avasi zsidókról szóló széphistóriák / Reb Ancili și alte povestioare despre evreimea Oașului; románra ford. Felician Pop, szerk. Jakabffy Tamás; Kriterion, Kolozsvár, 2014
- Páholyból. Válogatott publicisztikai írások; vál., utószó, jegyz. Szekérnyés János; Kriterion, Bukarest, 1970